# Parafia Najświętszego Ciała i Krwi Chrystusa w Bolesławcu
Parafia Najświętszego Ciała i Krwi Chrystusa w Bolesławcu – parafia rzymskokatolicka w dekanacie Bolesławiec Zachód w diecezji legnickiej.  Jej proboszczem jest ks. kanonik mgr Andrzej Gidziński –  budowniczy tej parafii. Obsługiwana przez księży diecezjalnych. Erygowana przez ks. bpa  Tadeusza Rybaka  w 1994.

## Zasięg parafii
To parafii należą wierni z Bolesławca mieszkający przy ulicach: Bema, Brzozowej, Cieszkowskiego, Dębowej, Dolne Młyny od nr 29, Góralskiej, Granicznej, Jezierskiego, Kazimierza Wielkiego, Klonowej, Konstytucji 3-go Maja, Kościuszki, Kraszewskiego, Lipowej, Łąkowej, Małachowskiego, Miodowej, Mostowej, Nadrzecznej, Orzeszkowej, Skwer Kard. S. Wyszyńskiego, Słowiańskiej, Staszica, Stolarskiej, Topolowej, Traugutta, Wałowej, Wierzbowej i Wróblewskiego oraz z miejscowości Łąka (4 km od Bolesławca).